# Euphrasia krassnovii
Euphrasia krassnovii är en snyltrotsväxtart som beskrevs av Juzepczuk. Euphrasia krassnovii ingår i släktet ögontröster, och familjen snyltrotsväxter. Inga underarter finns listade i Catalogue of Life.